# Жупинешть (Тіміш)
Жупинешть, Жупинешті (рум. Jupânești) — село у повіті Тіміш в Румунії. Адміністративно підпорядковане місту Феджет.
Село розташоване на відстані 335 км на північний захід від Бухареста, 80 км на схід від Тімішоари.

## Населення
За даними перепису населення 2002 року у селі проживали 217 осіб, усі — румуни. Усі жителі села рідною мовою назвали румунську.